# Adventski vijenac
Adventski je vijenac krug ili prsten od zimzelenog granja s četiri svijeće. Postavlja se na stol u vrijeme došašća kao simbol iščekivanja Božića. Svake nedjelje u došašću pali se po jedna svijeća.

## Nastanak i razvoj adventskog vijenca
Ideja adventskog vijenca izvorno je nastala u vrijeme došašća. Prvi adventski vijenac na svijetu pojavio se 1838. u domu za siromašnu djecu "Das Rauhe Haus" ("Trošna kuća") u Hamburgu. Mladi evangelički pastor i odgojitelj Johann Hinrich Wichern (1808. – 1881.) okupio je 1838. siročad s ulice te im u jednoj staroj i trošnoj kući ponudio novi dom. Svake je godine za vrijeme došašća sa svojim štićenicima organizirao trenutke molitve. U svome dnevniku zabilježio je da se u došašću 1838., želeći pronaći način da svojim štićenicima došašće učini što ljepšim, dosjetio da od prvog dana prosinca svakim danom za vrijeme molitve upale jednu svijeću. Wichern je stavljao svijeće na veliki drveni vijenac koji bi na Božić zasjao poput velikog svjetlosnog kruga s 24 svijeće: 20 malih crvenih svijeća za dane u tjednu i četiri velike bijele svijeće za nedjelje došašća. Svake godine u došašću izvodili su ovaj kratak obred. Kako se za vrijeme molitve na vijenac stavljala i palila po jedna svijeća, taj se trenutak počeo nazivati “pobožnost sa svijećama”. Oko 1851. Wichernovi su štićenici drveni vijenac počeli ukrašavati zimzelenim grančicama, a s vremenom se umjesto drvenog počeo plesti vijenac od zimzelenog granja. Taj se običaj proširio po evangeličkim obiteljima u Njemačkoj, a zatim u susjedne i prekooceanske zemlje. Krajem 19. stoljeća prešlo se na četiri svijeće za četiri nedjelje došašća. Nakon Prvog svjetskog rata i katolici su počeli raditi adventske vijence. Prvi se pojavio 1925. u katoličkoj crkvi u Kölnu, a potom 1930. u Münchenu. Oko 1935. u crkvama su se blagoslivljali adventski vijenci koji su se nosili kućama.

## Simbolika adventskog vijenca
Adventski vijenac čine dva temeljna simbola - krug i svijeće, odnosno svjetlo. Krug ili prsten bez početka i kraja shvaća se kao simbol vječnosti i vjernosti. Adventski vijenac tumači se kao znak Božje vjernosti zadanim obećanjima. Ponekad se adventski krug tumači kao krug zemaljski s četiri strane svijeta. Vijenac je u antičko vrijeme predstavljao znak pobjede i u kršćanstvu je postao znak po Kristu dobivenoga spasenja.
Zimzeleno granje upućuje na život koji ne prestaje, na život vječni. Ove grane podsjećaju i na Isusov ulazak u Jeruzalem, kada ga je narod pozdravljao. I danas ambrozijanska liturgija u adventu predlaže čitanje Isusova svečana ulaska u Jeruzalem.
Svjetlo svijeća označava dolazeće svjetlo Isusa. Adventske svijeće, izvorno crvene i bijele boje, upućuju na Isusovu žrtvu i pobjedu. Prema dugoj tradiciji na vijenac su se stavljale tri ljubičaste svijeće, znak pokore i obraćenja kao pripreme Isusova dolaska, i jedna ružičasta koja se palila kao izraz radosti zbog Isusova rođenja. Prema jednoj tradiciji prva svijeća nazvana je prorokova svijeća, druga betlehemska, treća pastirska, a posljednja svijeća anđela. Postupno paljenje svijeća znak je približavanja Božića.
Svijeće simboliziraju četiri adventske nedjelje; odnosno stvaranje, utjelovljenje, otkupljenje i svršetak.

### Članci
- Dragić, Marko. 2008. Advent u liturgiji i narodnoj kulturi Hrvata. Crkva u svijetu. Katolički bogoslovni fakultet Sveučilišta u Splitu. Split. 43 (3): 414–440